# Spinopleura
Spinopleura is een geslacht van uitgestorven kreeftachtigen uit de klasse van de Ostracoda (mosselkreeftjes).

## Soorten
- Spinopleura canadensis (Bassler, 1928) Schallreuter, 1968 †
- Spinopleura excavata Schallreuter, 1987 †
- Spinopleura porkuniensis (Stumbur, 1956) Schallreuter, 1968 †
- Spinopleura stoningtonensis (Hussey, 1926) Schallreuter, 1968 †
- Spinopleura tenuispinata Schallreuter, 1968 †